# Grapeland Heights

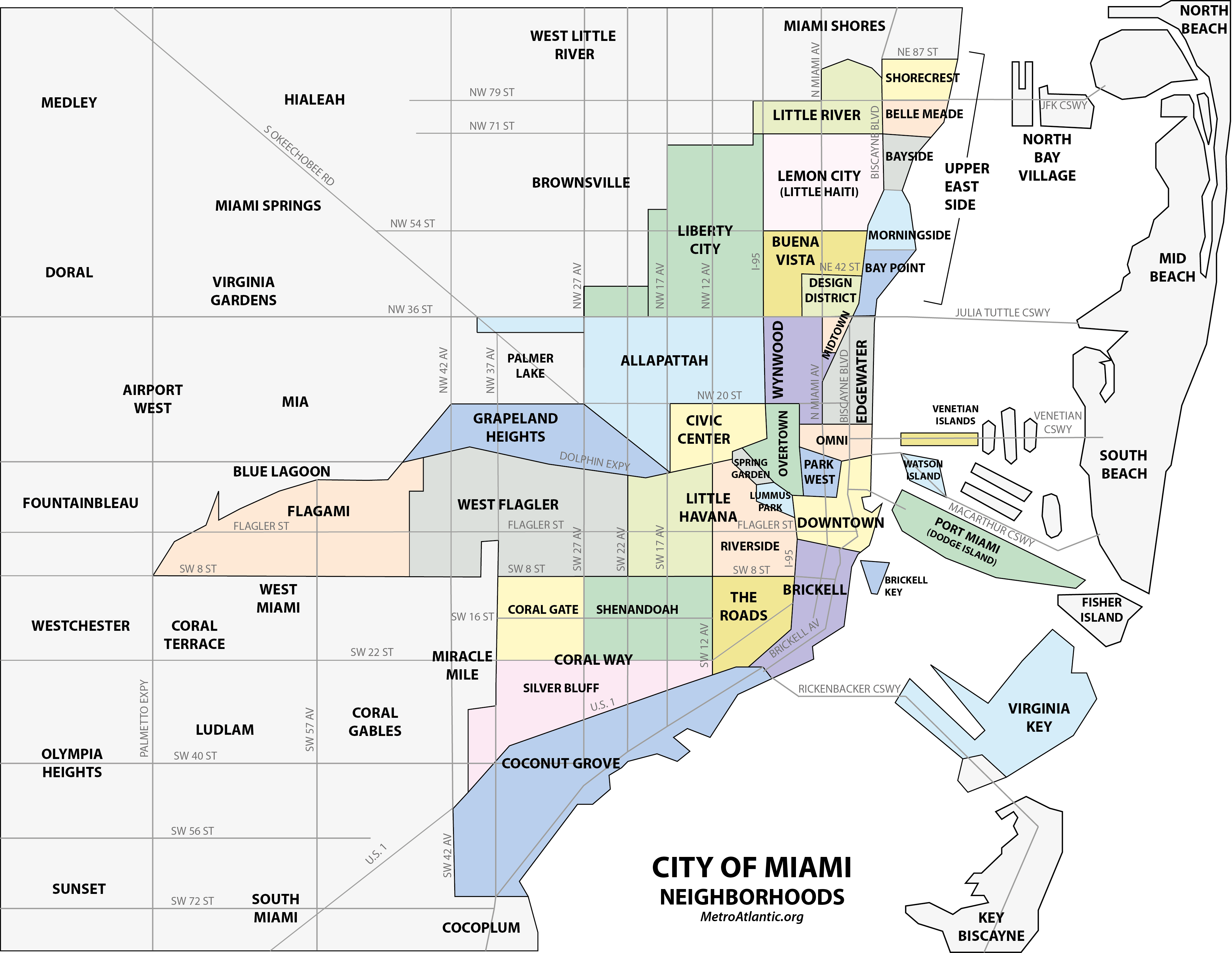
Grapeland Heights in Miami

Grapeland Heights ist ein Stadtviertel im Westen von Miami im US-Bundesstaat Florida.  

## Geographie
Grapeland Heights wird im Süden von West Flagler durch die State Road 836 (Dolphin Expressway, mautpflichtig), im Norden und Osten von Allapattah durch den Miami River und im Westen vom Flughafen Miami durch die State Road 953 abgegrenzt. Im Nordwesten neben dem Flughafen befindet sich die Miami Airport Station. Im Osten führt die State Road 9 in Nord-Süd-Richtung durch Grapeland Heights.
In dem Stadtteil befinden sich der Grapeland Heights Park, der Fern Isle Park und der Sewell Park sowie das Porto Bello Shopping Center.
Koordinaten: 25° 47′ 31,4″ N, 80° 15′ 28,3″ W